# Mitsubishi R5
La Mitsubishi R5, chiamata anche Mitsubishi Mirage R5 o Mitsubishi Space Star R5, è una variante da competizione della Mitsubishi SpaceStar omologata per la categoria R5, sviluppata dalla scuderia svedese Mpart AB per competere nei rally.

## Descrizione

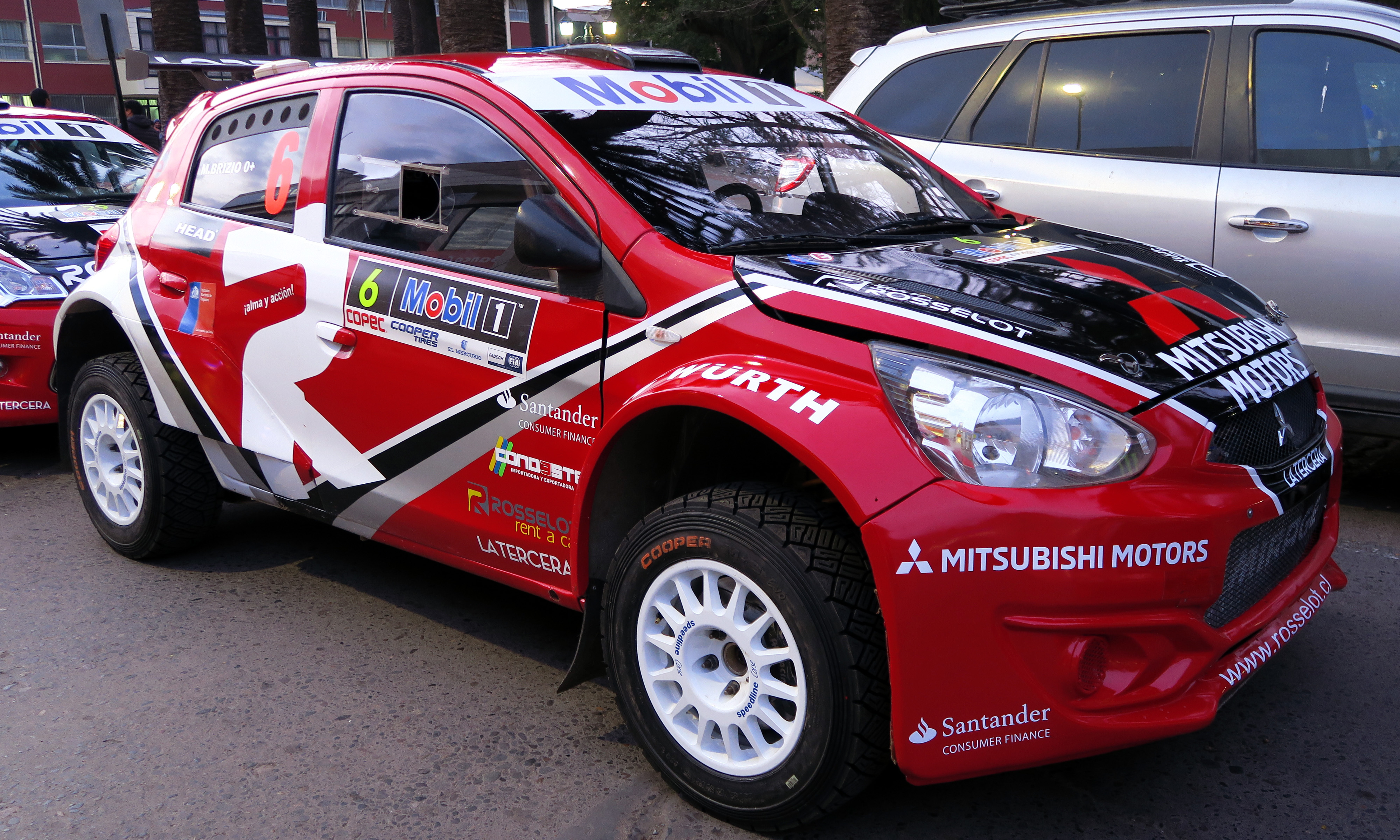
Mitsubishi Mirage R5 al Rallymobil 2018

Presentata nel settembre 2014 e costruita a Örebro, la vettura è stata progettata e sviluppata da Tomas Weng della scuderia svedese Mpart AB (formalmente Ralliart Svezia) seguendo le normative FIA a riguardo del gruppo R5, insieme alla Mitsubishi, con l'intento di impiegare la vettura in competizioni rallistiche principalmente nell'Nord-Est Europa e nel Sud-Est Pacifico. 
La vettura è dotata di un motore Mitsubishi 4B11 4 cilindri da 1620 cc, derivato dal 2,0 litri della Lancer Evolution X, dotato di turbina Garrett con restrittore da 32 mm. La potenza erogata è 280 CV a 7500 giri/min, con 450 Nm disponibili a 7500 giri/min e viene scaricata a terra attraverso un sistema di trazione integrale permanente dotato di differenziale meccanico sia all'anteriore che al posteriore, gestito da una trasmissione sequenziale Sadev a cinque rapporti. Il sistema sospensivo è composto da quattro MacPherson montati su ogni ruota e dotati di ammortizzatori Öhlins. Il sistema frenante fornito dalla AP Racing è composto da 4 dischi autoventilati dotati di pinza a quattro pistoncini e dal diametro di  355 mm per l'uso su asfalto abbinati a pneumatici da 18 pollici, mentre su ghiaia e neve sono da 300 mm con gomme da 16 pollici.
Esternamente la vettura presenta un kit aerodinamico specifico, in cui viene mantenuta la monoscocca in acciaio del modello di serie ma viene aggiunto un Roll bar in acciaio ad alta resistenza omologato dalla FIA. La carrozzeria, realizzata con pannelli in fibra di vetro e carbonio, è caratterizzata da paraurti e passaruota allargati, due prese d'aria ai lati del cofano motore, hood scoop sul tetto, e una piccola ala sopra il portellone posteriore. All'interno è presente solo un estintore Lifeline Zero della FIA e due sedili Sparco.
La vettura è stata costruita per essere impiegata nel campionato ERC e WRC-2 ed è la seconda a rientrare nella categoria R5 dopo la presentazione della Ford Fiesta R5 e della Peugeot 208 T16 ed principalmente indirizzata per essere utilizzata da scuderie private clienti.